# 尖叶清风藤
臺灣清風藤（學名：Sabia swinhoei），為清風藤科清風藤屬，中國稱為尖葉清風藤，1862年於首次於臺灣發表為新種。

## 發現
1862年於臺灣採集，採集者為Swinhoe, R.，標本於 1886 年由英國植物學家威廉·博廷·赫姆斯利（William Botting Hemsley，1843-1924）發表為新種，模式標本現存於英國邱園皇家植物園。

## 分布
生長於臺灣北部，海拔400公尺至2300公尺的山林。

## 形態
具長走莖、蔓性的藤本植物，全株皆有粗毛，莖全長可達4至5公尺，大多數有分枝；葉互生，長6至10公分橢圓形、寬2至3.5公分，前端尖銳下端鈍，全緣革質；正面呈現綠色，背面色彩較淺；正面柔毛位於中肋處，背面則有薄毛茸；正面下凹、背面凸起，側脈及細脈每邊4枚；葉毛茸，柄長0.2至0.5公分。
花較小，聚繖花序排列為3枚，腋生，花開時直徑為0.6至0.8公分，花柄茸毛且細長，約2至3公分；花柄中部有著2枚花苞；花萼覆瓦狀排列為卵形5裂片，前端茸毛尖銳，花瓣為5枚卵形對生；前端具茸毛後段尖銳；花瓣數與雄蕊相同，花絲較寬；花藥前端茸毛疏；花盤為環形具不明顯裂片；子房2 室無毛且光滑；果實為直徑0.8至0.9公分的球形，成熟為藍黑色核果；花期為3月至4月，果期7月至9月。

## 扩展阅读
- 維基物種上的相關：尖叶清风藤
- 维基共享资源上的相關多媒體資源：尖叶清风藤